# マチェイ・クス
マチェイ・クス（チェコ語: Matěj Kůs、1989年7月11日 - ）は、チェコ、プルゼニ出身のスピードウェイのライダー。チェコで複数回チャンピオンであり、ヨーロッパ・パリ・スピードウェイ・チャンピオンシップの2009年と2010年の優勝者である。また、ベリック・バンディッツとレッドカー・ベアーズからイギリスのスピードウェイ・プレミア・リーグにも参戦している。マテイ・クスとも。

## 来歴・人物
クスは、スピードウェイ・ワールド・カップのチェコ代表で、プラハでのスピードウェイ・グランプリのワイルドカードに3度指名されている。2008年にスピードウェイ・ワールド・カップの代表に選出され初参戦し、チェコのフル代表として国際参戦を果たした。2014年に所属したベリック・バンディッツから、2015年は古巣のレッドカー・ベアーズに復帰した。2016年シーズン現在は、プレミア・リーグのニューカッスル・ダイヤモンズに所属している。

### クラッシュ事故
ベリック・バンディッツからレース参戦した際にクラッシュ事故でクスは45分間意識を失った。意識を回復した時、彼は記憶喪失になると同時に、報道によれば突如、説明不能な形で英語の知識を得て完璧な英語を話すという真性異言として知られる超常現象に見舞われた。
クスはその頃、英語を学び始めたばかりであったので、チームメイトは彼が完璧な英語を話すのを聞いて驚愕した。しかしながら、この現象は長続きせず、クスは事故後の2日間の記憶を取り戻すことはなかった。